# Hyllestad
Hyllestad – norweskie miasto i gmina leżąca w regionie Sogn og Fjordane.
Hyllestad jest 295. norweską gminą pod względem powierzchni.

## Demografia
Według danych z roku 2005 gminę zamieszkuje 1526 osób. Gęstość zaludnienia wynosi 5,89 os./km². Pod względem zaludnienia Hyllestad zajmuje 366. miejsce wśród norweskich gmin.
| ludność stan na 1 stycznia 2005 |         |           |       |
|                                 | kobiety | mężczyźni | razem |
| osób                            | 799     | 727       | 1526  |
| %                               | 52,36%  | 47,64%    | 100%  |

| wykształcenie stan na 1 października 2004 |            |         |        |          |
|                                           | podstawowe | średnie | wyższe | nieznane |
| osób                                      | 270        | 755     | 163    | 33       |
| %                                         | 22,11%     | 61,83%  | 13,35% | 2,7%     |

## Edukacja
Według danych z 1 października 2004:
- liczba szkół podstawowych (norw. grunnskolar): 1
- liczba uczniów szkół podst.: 204

## Władze gminy
Według danych na rok 2011 administratorem gminy (norw. rådmann) jest Trond Hansen, natomiast burmistrzem (norw. ordfører, d. borgermester) jest Tore Bråstad.